# 深谷龍彦
深谷 龍彦（ふかたに たつひこ、1973年9月2日 - ）は、日本の実業家。ネスレ日本社長。大阪府出身。関西学院大学商学部卒業。

## 概要
ネスレ日本によると、深谷新社長はこれまで、ネスレ日本の基幹ビジネスである「ネスカフェ」を牽引し、プレミアム戦略、一杯抽出型コーヒーシステムの市場創造、「スターバックス」製品の日本市場での拡大など、家庭内外における飲料事業のイノベーションを推進してきたという。ネスレのガバナンスとコンプライアンス規定の観点で前任の社長はジャニーズのタレントをCMに起用していなかったが、深谷新社長の代からネスカフェのCMにTOKIOを起用をしている。

## 経歴
- 1996年4月：ネスレ日本株式会社入社・広島支店（現中四国支社）配属
- 2001年6月：ネスカフェ事業部（現飲料事業本部）
- 2003年11月：ココアモルト飲料事業部マネジャー
- 2006年11月：飲料事業本部コーヒープロジェクトグループマネジャー
- 2008年1月：飲料事業本部コーヒーシステム部部長
- 2009年11月：飲料事業本部ソリュブルコーヒービジネス部兼コーヒーエンハンサー部部長
- 2013年11月：ネスレS.A.ゾーンAOAアシスタントリージョナルマネジャー
- 2016年1月：常務執行役員飲料事業本部長
- 2020年4月：代表取締役社長 兼 CEO